# Ivan Illich
Ivan Illich (n. 4 septembrie 1926, Viena, Republica Austriacă – d. 2 decembrie 2002, Bremen, Germania) a fost un filozof și teolog austriac emigrat în Italia, apoi în Statele Unite ale Americii.